# Leuchtturm Slangkop
Der Leuchtturm Slangkop (afrikaans: Schlangenkopf), in Südafrika als Slangkop Lighthouse bezeichnet, ist ein Leuchtturm im Ort Kommetjie in der Provinz Westkap auf der Kaphalbinsel, an deren südlichem Ende das Kap der Guten Hoffnung und der Cape Point liegen. Das Leuchtfeuer soll Schiffe vor den Felsen und Riffen in Küstennähe warnen und ist das größte gusseiserne Bauwerk für diesen Zweck in Südafrika. Es wurde 1919 in Betrieb genommen.

## Geschichte

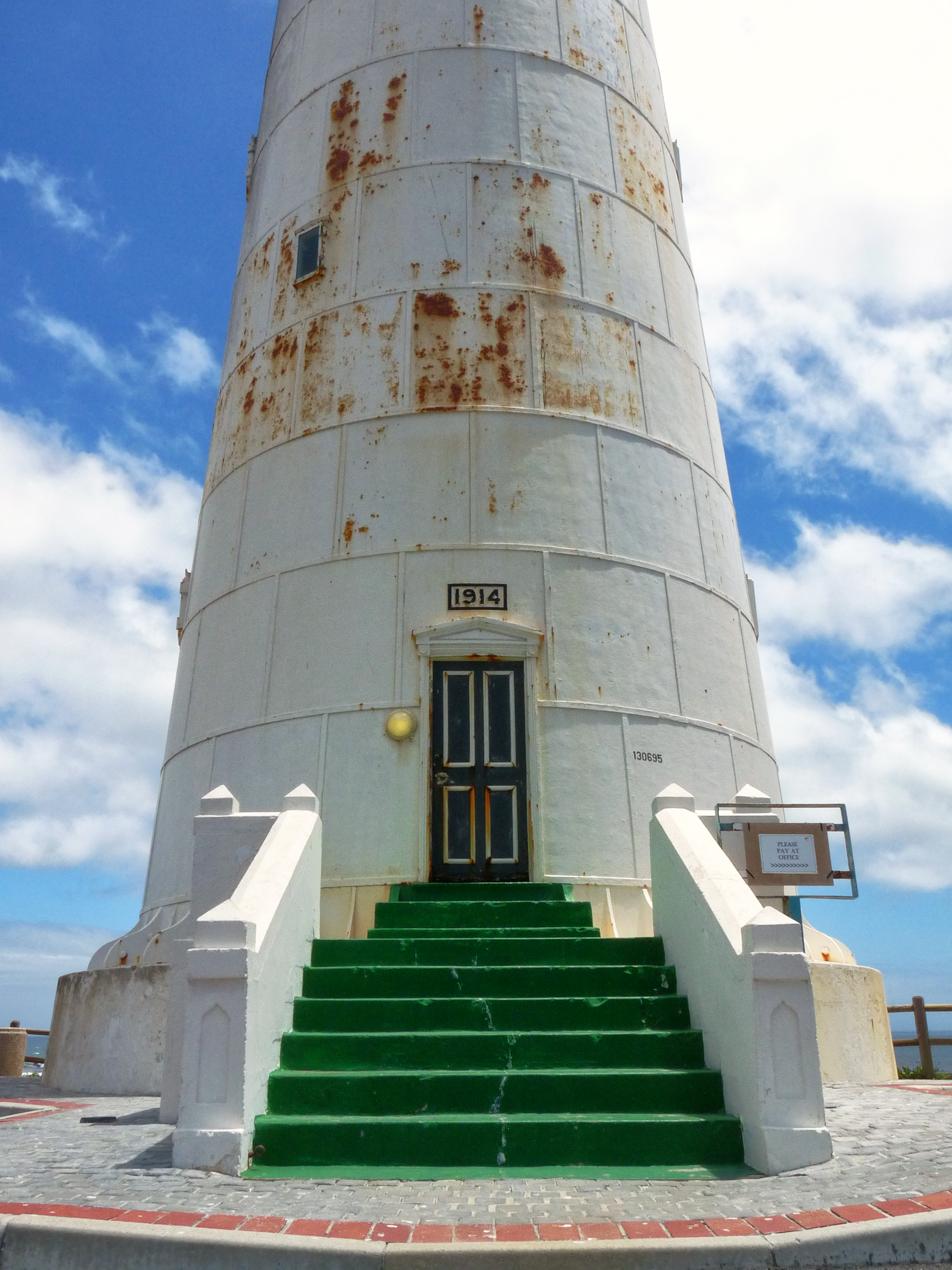
Eingang zum Leuchtturm, gut zu erkennen die gusseisernen Metallplatten.

Im Mai 1900 lief das Dampfschiff Kakapo vor der felsigen Küste der Kaphalbinsel auf Grund, weil der Kapitän des Schiffes den wenige Kilometer nördlich gelegenen Chapmans Peak für das Kap gehalten hatte. Eine Kommission unter dem Vorsitz des Gouverneurs der Kapregion, Sir Francis Hely Hutchinson, beschloss daraufhin am 29. September 1906, durch den Bau eines Leuchtturms die Schiffsbesatzungen vor dieser Gefahr zu warnen. Am 4. März 1919 wurde der metallene Rundturm mit einer Feuerhöhe von 41 Metern und einer Feuerträgerhöhe von 33 Metern in Betrieb genommen.
Zunächst waren immer drei Wärter gleichzeitig mit dem Betrieb betraut. Im Jahr 1979 wurde die Technik so modernisiert, dass der Turm ohne Personal betrieben werden könnte. Trotzdem ist der Turm ständig von einem lighthouse officer besetzt.

## Leuchtfeuer
Als Kennung strahlt Slangkop Lighthouse alle 30 Sekunden vier weiße Lichtblitze (Fl(4)W.30s) mit einer Lichtstärke von 5 Mio. Candela aus. Die Tragweite beträgt etwa 30–33 Seemeilen. Das elektrische Leuchtfeuer kann bei Ausfall der Stromversorgung durch ein Stromerzeugungsaggregat weiterbetrieben werden.